# Panyingkiran (Purwadadi)
Panyingkiran is een bestuurslaag in het regentschap Subang van de provincie West-Java, Indonesië. Panyingkiran telt 3682 inwoners (volkstelling 2010).